# تعذيب الجنود الروس في مالا روهان
تعذيب الجنود الروس في مالا روهان هي حادثة وقعت خلال الغزو الروسي لأوكرانيا عام 2022 في قرية مالا روهان. وكما وثّق مفوض الأمم المتحدة السامي لحقوق الإنسان، أطلق أفراد من القوات المسلحة الأوكرانية النار على أرجل ثلاثة جنود روس مأسورين، بغرض تعذيبهم. تشير بعض التوقعات أن الحادث قد وقع مساء يوم 25 مارس 2022 وتم الإبلاغ عنه لأول مرة بعد نشر مقطع فيديو على وسائل التواصل الاجتماعي بين 27 و28 مارس وباعتباره حالة إعدام بإجراءات موجزة وتعذيب لأسرى الحرب، فقد يمكن وصف الحادث بأنه جريمة حرب.

## مقاطع الفيديو
في صباح يوم 27 مارس، تم نشر مقطعي فيديو على ريديت وتويتر، وظهرت نسخة أخرى، أطول بدقيقتين، لاحقًا على يوتيوب. ذكرت صحيفة التايمز أن ماريا دوبوفيكوفا من مجلس الشؤون الدولية الروسي روجت لمقاطع الفيديو، لكن مصدرها الأصلي غير واضح. بحسب بي بي سي نيوز، وخدمة التحقق من الحقائق التابعة لـ ليبراسيون، تظهر مقاطع الفيديو التي نشرها مقاتلو فوج كراكن، المرتبط بكتيبة آزوف، الذين كانوا نشطين في المنطقة، عشرات السجناء الروس، بعضهم بملابسهم الداخلية، مصطفين في صفوف. أمام الخندق ومن ثم تكديسهم في مركبات؛ ويظهر مقطع فيديو آخر سجناء روس معصوبي الأعين وهم يغنون النشيد الوطني الأوكراني.
ويظهر في الفيديو خمسة أشخاص يرتدون الزي العسكري؛ بعضهم يرتدي أذرعهم أشرطة بيضاء ترتديها القوات الروسية. مستلقين على الأرض وأيديهم مقيدة. وإثنين منهم كان رأسهم مغطى بأكياس بيضاء، ويبدو أن ثلاثة منهم على الأقل أصيبوا في ساقهم. يتم استجواب السجناء من قبل خاطفيهم، الذين يتحدثون الروسية بلهجة أوكرانية ويرتدون علامات صفراء وزرقاء تستخدمها القوات الأوكرانية. والسجناء متهمون بقصف خاركيف. أثناء الاستجواب، كان بعض السجناء على وشك الإغماء.
واقتيد شخصان آخران إلى الفناء في شاحنة وأطلقت النار على ساقيهما على الفور، إلى جانب رجل آخر كان يقف في مكان قريب. أصيب أحد الأسرى في رأسه بعقب بندقية. يُسمع خلف الكاميرا استجواب رجل للسجناء، بالإضافة إلى محادثة باللغة الروسية بدون لهجة أجنبية، على الأرجح عبر جهاز اتصال لاسلكي.
واستنادًا إلى الظروف الجوية وموضع الشمس، اقترحت بي بي سي أنه من الممكن تصوير الفيديو في وقت مبكر من يوم 26 مارس/آذار واقترحت قناة فرانس 24 أنه كان من الممكن تصوير الفيديو في الفترة ما بين 11 و27 مارس، بناءً على الظروف الجوية أيضًا. أفاد باحث البيانات المفتوحة إريك أورباخ أن الحدث وقع في مزرعة بقرية مالا روهان، 18 كـم (11 ميل) شرق وسط مدينة خاركيف. تم تأكيد هذا الموقع الجغرافي من قبل هيومن رايتس ووتش وواشنطن بوست. وبحسب التصريحات الأوكرانية، استعادت القوات المسلحة الأوكرانية هذه القرية قبل يومين من ظهور مقاطع الفيديو الأولى.
كان الجناة في الفيديو يرتدون شارات زرقاء، والتي أشارت هيومن رايتس ووتش إلى أن القوات الأوكرانية ترتديها عادةً، بينما كان جميع أسرى الحرب يرتدون شارة حمراء باستثناء واحد منهم ارتدى شارة بيضاء، وكلا اللونين تستخدمهما القوات الروسية. ووفقاً لمنظمة هيومن رايتس ووتش، فإن انتماء الجناة غير واضح: فهم يرتدون أزياء رسمية مختلفة، ويحملون أسلحة مختلفة، ويحملون معدات مختلفة دون شارات واضحة. قال نيك رينولدز، الخبير العسكري في المعهد الملكي المتحد للدراسات الدفاعية، إن البندقية الهجومية في الفيديو تشبه الأسلحة المموهة التي تستخدمها قوات العمليات الخاصة الأوكرانية ولكنها تختلف قليلاً عن أي بندقية رآها سابقًا؛ وأشار أيضًا إلى أن طرفي النزاع استخدما الأسلحة التي تم الاستيلاء عليها من الجانب الآخر.
في 13 مايو، نشر الصحفيون الاستقصائيون في صحيفة لوموند الفرنسية مقطع فيديو حددوا فيه الموقع الجغرافي للفيديو، مما يؤكد النتائج التي أبلغ عنها إريك أورباخ. وبحسب صحيفة لوموند ، فإن تحليل الأحوال الجوية ومقاطع الفيديو التي تم تصويرها في المنطقة يظهر أن الفيديو مع أسرى الحرب الروس تم تصويره مساء يوم 25 مارس. وفي مقاطع الفيديو التي تم تصويرها خلال معركة مالا روهان، يظهر أعضاء كتيبة سلوبوزانشينا الأوكرانية، ويظهر قائدهم أندريه يانجولينكو بوضوح في نفس المقطع مع السجناء الذين أصيبوا فيما بعد بالرصاص في الركبتين. وفي هذا المقطع يبدو أنه يجمع السجناء الروس الثلاثة في مكان يبعد 700 متر عن المزرعة حيث سيتم إطلاق النار عليهم.
في 29 يونيو/حزيران، نشرت مفوضة الأمم المتحدة السامية لحقوق الإنسان تقريراً ذكرت فيه الحادثة التي وقعت في مالا روهان باعتبارها واحدة من "الحالتين الموثقتين للإعدام بإجراءات موجزة وتعذيب أسرى الحرب الروس والأشخاص العاجزين عن القتال، والتي يُقال إن أفراداً ارتكبوها" من القوات المسلحة الأوكرانية." كما أفادت وكالة حقوق الإنسان، أطلق أفراد من القوات المسلحة الأوكرانية النار على أرجل ثلاثة جنود روس تم أسرهم وقاموا بتعذيب الجنود الروس الذين أصيبوا. ويشير التقرير أيضًا إلى أن أحد المشاركين في الحدث اعترف لاحقًا بأن بعض رفاقه قاموا بالفعل بتعذيب جنود روس.
زعمت امرأة روسية أن أحد أسرى الحرب الروس الذين ظهروا في الفيديو هو ابنها بالتبني إيفان كودريافتسيف، وهو جندي مجند يبلغ من العمر 20 عامًا من أومسك أوبلاست. تم التعرف عليه أنه الجندي الجريح الذي فقد وعيه أثناء استجوابه. وفي 29 أبريل/نيسان، أكدت وزارة الدفاع الروسية أنه اختفى أثناء الخدمة العسكرية.

## ردود الفعل

### من السلطات الأوكرانية
في 27 مارس، وصف فاليري زالوجني، القائد الأعلى للقوات المسلحة الأوكرانية، الفيديو بأنه مفبرك واتهم روسيا بإنشائه لتشويه سمعة القوات الأوكرانية. ورفضت أمينة المظالم الأوكرانية لحقوق الإنسان في ذلك الوقت، ليودميلا دينيسوفا، اللقطات ووصفتها بأنها مزيفة.
وفي وقت لاحق من ذلك اليوم، قال أوليكسي أريستوفيتش، مستشار رئيس مكتب رئيس أوكرانيا، إن المعاملة غير القانونية للسجناء تعتبر جريمة حرب ويجب معاقبة مرتكبيها. وذكر أيضًا أنه سيتم إجراء تحقيق، وسيتم التأكيد مرة أخرى على عدم مقبولية مثل هذه الإجراءات من أفراد قوات الدفاع.
وقالت إيرينا فينيديكتوفا، المدعية العامة لأوكرانيا في ذلك الوقت، إنه سيتم إجراء التحقيقات والملاحقات القضائية إذا كانت الأدلة قوية بما فيه الكفاية.

### من السلطات الروسية
وقال دميتري بيسكوف، السكرتير الصحفي للرئيس الروسي، إن مقاطع الفيديو تحتوي على "لقطات مروعة" ويجب التحقيق فيها من قبل المحامين.